# Jimmy Breslin
James "Jimmy" Breslin (17 d'octubre de 1928 – 19 de març de 2017) fou un periodista i autor americà, guanyador d'un premi Pulitzer. Fins que va morir, escrivia una columna per l'edició del diumenge del New York Daily News. Era l'autor de nombroses novel·les, i les seves columnes han aparegut sovint en diversos diaris de la seva ciutat natal, Nova York. Va ser el columnista del diari Newsday de Long Island fins que es va retirar el 2 de novembre de 2004, tot i que ocasionalment encara hi publicava peces. Era conegut per les seves columnes que oferien un punt de vista comprensiu amb la classe treballadora de Nova York.
Breslin va morir el 19 de març de 2017 als 88 anys. Encara no se sap la causa de la seva mort, però s'estava recuperant d'una pneumònia.